# 赫尔多伊
赫尔多伊（Hardoi）是印度北方邦赫尔多伊县的一个城镇。总人口112474（2001年）。

## 人口
该地2001年总人口112474人，其中男性59877人，女性52597人；0—6岁人口14282人，其中男7499人，女6783人；识字率72.53%，其中男性为76.84%，女性为67.62%。